# 加西市地域交流センター
加西市地域交流センター（かさいしちいきこうりゅうセンター）は、兵庫県加西市のアスティアかさいの3階にある地域交流センターである。
愛称はねひめホール。

## 解説
加西市の中心市街地における文化交流センターであり、加西市民が主催となって活動する交流機能ゾーン、様々なメディアで市民に情報を提供する情報機能ゾーンの大きく2つに分かれている。
交流機能ゾーンには交流プラザ、多目的ホール、集会室、ライトスポーツスタジオ、会議室など。
情報機能ゾーンは加西市立図書館と併合し、キッズコーナー、AVコーナー、新聞、情報コーナーに分かれている。

## 活用
交流プラザは、盆栽展、絵画展、プラレールパーティーなど市民が交流できるイベントが開かれている。
情報機能ゾーンは図書館と統合しキッズゾーンには、子供向けの本や、読み聞かせがある。

## 構造
吹き抜け構造で4階の加西市立図書館からセンターを見下ろすことができる。